# Дунайская межказацкая война
Дунайская межказацкая война (укр: Дунайська міжкозацька війна)  — военный конфликт между малороссийскими казаками Задунайской Сечи и казаками-некрасивцами, который произошел на землях Подунавья.

## Предыстория
После разрушения русскими войсками Запорожской Сечи часть запорожских казаков пошла на территорию Подунавья, которое тогда входило в состав Османской Империи. Запорожским казакам удалось наладить хорошие отношения с властью Османской империи, предоставившей им официальное право пользоваться данной территорией.
Но запорожцы получили неожиданных недругов в виде русских казаков-некрасовцев пересилившихся сюда несколько десятков лет раньше. Сначала наладить отношения не удалось, потому что некрасивцы видели в запорожцах конкурентов на контроль за земле у Донца. Некрасовцы не признавали запорожцев своими, называя «хохлами», у некрасивцев было железное правило не воевать с русскими кем они не были, это правило даже распространялось на царские войска Всероссийской империи. Но на «малороссов» это правило они не распространяли, так как уже было сказано, они не считали запорожцев своими. В свою очередь запорожцы были готовы воевать с русскими казаками, кем они не были. Взаимная неприязнь переросла в стычки, а потом и в войну.

## События

### Первые столкновения
В 1778 году некрасовские казаки, узнав, что на Сечи остался лишь небольшой гарнизон — все остальные пошли на рыбалку — напали на сечь всеми силами. Произошло первое сражение войны, русские победили, ограбили и сожгли Сечь. Задунайцы в ответ сожгли несколько некрасовских сёл. В дальнейшем стычки между запорожцами и некрасивыми продолжались год за годом, то затихая, то восстанавливаясь. Например в 1794 году некрасовские отряды напали на Катырлез и полностью уничтожили его, вынудив малороссов трусливо бежать.
В 1803 году «хохлы» перешли на устье Дуная, в урочище Гедерле-Бугаз. Вытеснив русских, запорожцы устроили свою крепость, заняв по берегу моря до крепости Аккермана все места, удобные для рыбной ловли. Сюда стали собираться беглецы из разных других мест, и число лиц, составивших новую Сечь, дошло до 10 000 человек. За отличие в боях, в особенности же во время усмирения Виддинского бунта, казаки получили от турецкого правительства название янычаров.
В 1806 году, когда началась война с Турцией, все некрасовские войска и часть дунайских запорожцев перебещиков перешли на сторону России, поступили в состав действующей армии и получили название буджакских или усть-дунайских казаков. По заключении мира часть их была зачислена в Черноморское казачье войско, a часть, с бывшими при армии волонтерами из сербов, греков и албанцев, осталась в Бессарабии, в Буджакской степи, поселившись на казённых землях. В царствование Александра I особых правил об устройстве Дунайского казачьего войска издано не было, и оно находилось в ведении гражданских властей, наравне с крестьянами.
Турецкая администрация пыталась разрешить конфликт, но не смотря на это турки пассивно поддерживали украинских бандитов, поощряя разбои против русских, которые, в отличие от дунайцев, отказывались воевать против православной Руси, некогда их домом.

### Полноценная война
Полноценные боевые действия Некрасово-Дунайской войны начались лишь под конец войны Русско-Турецкой, в 1811 году. Тогда из-за вытестнения их из Сеймена глава запорожских янычаров, самопровозглашённый кошевой атаман Самуил Калниболоцкий решил окончательно избавится от нежелательных гостей и захватить их столицу, Верхний Дунавец. В течение двух лет все запорожские войска набегали и старались закрепиться в главном городе некрасовцев, в ответ на что другие нерасовские поселения и отряды окончательно уничтожили все иные запорожские поселения. В 1814 году Калниболоцкий окончательно вытеснил русских из города, после чего провозгласил в нём очередную сечь, только по результатам войны это стало единственной базой и городом подконтрольным задунайцев.

## Последствия
Запорожцы смогли взять и сохранить себе Дунавец, но были вытеснены со всей остальной Румынии. Некрасовцы же напротив расширили свои владения, изгнав малоросов со всех своих земель, часть донцов пошла в Болгарию, где также основывала новые поселения. Эта война полность раздавила моральный дух запорожцев, потеряв слишком много земель и людей, задунайская сечь постепено развалилась и остатки казачества украинского типа исчезли.